# Паола Лáзаро
Паола Лазаро — пуерториканська актриса та драматична письменниця, яка наразі грає роль Хуаніти Санчес, більш відомої як «Принцеса», у серіалі жахів AMC «Ходячі мерці».

## Раннє життя
Паола Лазаро народилася і виросла в Сан-Хуані, Пуерто-Рико. Молода артистка покинула Пуерто-Рико, щоб навчатися в Державному університеті Нью-Йорка у Пьорчейзі, де здобула ступінь бакалавра образотворчих мистецтв (2009). Вона отримала ступінь магістра образотворчих мистецтв у Колумбійському університеті (2013). Наприкінці свого останнього року в Колумбії вона пройшла під керівництвом драматурга Стівена Едлі Гіргіса під час постановки своєї дипломної гри. За ці роки вони стали дуже близькими, і Гіргіс вважає її «спорідненою душею», часто посилаючись на Лазаро як на свого найкращого друга. Його присутність сильно вплинула як на її письменництво, так і на її кар'єру.
Після постановки дипломної роботи з Гіргісом, Лазаро також брала участь у групі молодих письменників, що розвиваються в Громадському театрі, працювала над літньою програмою з театральною компанією «Лабіринт» та отримала премію стипендії мистецтв від Національного латиноамериканського фонду мистецтв.

## Кар'єра
Отримавши ступінь Магістра образотворчих мистецтв, Лазаро запросили приєднатися до компанії Atlantic Theatre у Нью-Йорку, як драматурга-резидента на сезон 2016—2017 років. Ця вибіркова програма драматургів-резидентів була створена Фондом Тау і надає кошти театральним компаніям Нью-Йорка, щоб підтримати постановку нового твору драматурга, і була зосереджена на новій п'єсі Лазаро «Скажи Гектору я сумую за ним» (2017).. П'єса зображує декілька персонажів зі Старого Сан-Хуану, які намагаються впоратися з любов'ю, залежністю та страхом. Показ вистави компанії «Atlantic Theatre», режисером якої був латиноамериканський Девід Мендізабал, почався 11 січня і завершився 23 січня; показ було подовжено завдяки популярності вистави. Описана як «Наше місто з сальсою та кокаїном» п'єса Лазаро, з її ексцентричними персонажами та темним гумором, запрошує глядачів до подорожі через череду стосунків у постколоніальному Сан-Хуані. Хоча Лазаро виросла у районі, що дуже відрізняється від того, в якому живуть її персонажі, вона каже, що твір містить «багато її особистого» і відображає її власний любовний досвід. Лазаро сподівається, що п'єса представить універсальну для латиноамериканців тематику та персонажів, одночасно презентуючи людяність її персонажів. Вона запитує: «Де любов у мачо-культурі? У традиції?»

## Акторство
Хоча Лазаро зосереджена на усьому, що стосується латиноамериканців, скрізь у своїй драматургії, вона також має непоганий акторський досвід. Під керівництвом Лізи Петерсон, Лазаро виступила у недавній постановці театру «Черрі-Лейн», п'єсі Лізи Рамірес "До кісток ", за мотивами інтерв'ю Рамірес, проведеного з латиноамериканськими птахівниками-переселенцями. Лазаро зіграла Лупе, дочку Ольги (грала Рамірес), студентку факультету політології та права, яка захоплюється хіп-хопом та скейтбордингом. Її роботу над цією постановкою описують як: «грала з живою наполегливістю», тим самим отримавши номінацію на премію « Драматичний стіл» як Видатна Головна актриса вистави. У 2017 році вона знялася у фільмі, зігравши повію у драмі під назвою «Пімп» та офіцера під прикриттям у фільмі «Сцени з підпілля».
Лазаро твердо вірить, що латиноамериканці повинні «писати власні історії та створювати роботу для себе».

## Особисте життя
Лазаро ідентифікує себе як пансексуалка.